# TLC (TV-kanal)
TLC är en ursprungligen amerikansk TV-kanal på kabel-TV, med olika former av realityprogram, som sänder i olika versioner dygnet runt i olika delar av världen. Kanalen ägs av Warner Bros. Discovery. I Sverige ersatte Discovery Travel & Living den 2 december 2010.
Kanalen startade i USA år 1972 under namnet ACSN och bytte 1980 namn till TLC. TLC var en förkortning för The Learning Channel men kanalen heter numer enbart TLC. I USA lanserades kanalen i HDTV den 1 september 2007 och finns i HD på den svenska marknaden. De svenska TLC-kanalen sänds med svenska röster, svenska undertexter och svensk reklam.

## Programinnehåll
TV-programmen handlar om följande ämnen: karriär och livsstil, kropp och hälsa, familj och relationer, mat och inspiration, brott och dramatik.
I Sverige kompletteras det internationella programutbudet med lokalanpassat innehåll och även svenska produktioner.